# Šlisselburg
Šlisselburg (rusky Шлиссельбург, německy Schlüsselburg, švédsky Nöteborg, finsky Pähkinälinna), v letech 1944-1992 Petrokreposť (rusky Петрокрепость), je město v Leningradské oblasti Ruské federace. Leží na levém břehu Něvy při jejím výtoku z Ladožského jezera přičemž k němu patří i stejnojmenná pevnost na ostrově uprostřed Něvy, která je od roku 1990 zařazena na seznam Světového dědictví UNESCO.
V roce 2010 měl Šlisselburg zhruba 13 tisíc obyvatel.

## Pevnost
První opevnění zde zbudovali Švédové v roce 1299. V roce 1323 zde pro Novgorodskou republiku postavil dřevěnou pevnost Jurij III. Daniilovič a pojmenoval ji Orešek (Орешек). Měla hlídat jak přístup do Novgorodu, tak cestu k Baltskému moři. V pevnosti byla téhož roku podepsána první mírová smlouva mezi Švédskem a Novgorodem.
V letech 1348–1352 se pevnosti krátce zmocnil Magnus IV. Švédský.
V roce 1352 pak pevnost znovu vystavěl arcibiskup Vasilij Kalika.
V roce 1611 pevnost v rámci ingrijské války opět dobyli Švédové a zůstala v jejich moci až do roku 1702, kdy ji v rámci severní války získal za cenu těžkých ztrát Petr I. Veliký.
Ruskému impériu pak pevnost sloužila jako vězení: Byl zde mimo jiné vězněn Michail Alexandrovič Bakunin. Také zde byl v roce 1764 zavražděn
Ivan VI. Antonovič a v roce 1887 zde byl oběšen Alexandr Iljič Uljanov, starší bratr Vladimira Iljiče Lenina.